# 도우호이캄
도우호이캄(광둥어: 杜凱琹 Dou6 Hoi2 kam4, 중국어 정체자: 杜凱琹, 간체자: 杜凯琹, 병음: Dù Kǎiqín 두카이친[*], 한자음: 두개금, 영어: Doo Hoi Kem, 1996년 11월 27일~)은 홍콩의 탁구 선수이다. 올림픽에 2회 참가했고 2020년 하계 올림픽에서 레이호우칭, 소우와이얌과 함께 여자 단체전 동메달을 획득했다.